# Cameron Kasky
Cameron Kasky (né le 11 novembre 2000) est un activiste américain qui milite contre la violence par arme à feu et fondateur du mouvement étudiant Never Again MSD (en) qui milite pour le contrôle des armes à feu. Il est un survivant de la fusillade de Parkland.

## Militantisme
Son tweet annonçant le lendemain même de la fusillade la fondation du groupe Never Again MSD (en) est devenu à ce point viral qu'il a déclenché un financement massif de la part des célébrités de Hollywood, en se ralliant à leur cause : le couple George et Amal Clooney d'abord, annonçant le versement de 500 000 dollars ; ensuite repris par Oprah Winfrey qui indique s'aligner sur ce montant, puis par Steven Spielberg. 
Dotée de ce financement providentiel, le groupe de lycéens s'est doté d'une agence de communication et a organisé les détails d'une marche un mois et demi après l'attaque de Parkland, en ralliant l'attention dans tout le pays de toute la génération du même âge autour de lui. Cameron Kasky a notamment œuvré pour l'organisation de la manifestation March for Our Lives qui s'est tenue partout aux États-Unis et à travers le globe en mars 2018.

## Vie privée
Cameron Kasky fait son coming out en 2021.